# Bill Walsh
William Ernest "Bill" Walsh, född 30 november 1931 i Los Angeles, Kalifornien, död 30 juli 2007 i Woodside, Kalifornien, var en amerikansk proffs- och collegefotbollscoach. Han tjänstgjorde som huvudtränare för San Francisco 49ers och Stanford Cardinal, där han populariserade West Coast offense. Efter sin tid i 49ers arbetade Walsh som sportkommentator under flera år och återvände senare som tränare vid Stanford under tre säsonger.
Walsh resultat med San Francisco var 102 vinster, 63 förluster och en oavgjord match, och han vann 10 av 14 slutspelsmatcher med sex divisionstitlar, tre konferensmästerskap och tre Super Bowl-vinster. Han utsågs till årets tränare 1981 och 1984, och 1993 valdes han in i Pro Football Hall of Fame.